# Consulta ciudadana de Chile de 2019
La consulta ciudadana de 2019 es una consulta ciudadana no vinculante que fue realizada en Chile, la cual busca determinar la opinión pública en una variedad de temáticas, especialmente la posibilidad de una nueva Constitución de Chile, y distintas demandas sociales, tanto a nivel local como a nivel nacional. Es convocado por la Asociación Chilena de Municipalidades (AChM), una asociación que agrupa a 330 municipalidades chilenas, y al 13 de diciembre de 2019, 225 comunas han confirmado su participación en la consulta.
Aun cuando la fecha oficial de la consulta fue el día domingo 15 de diciembre, algunas comunas comenzaron su proceso electoral con anticipación por medio de votación electrónica, como la comuna de La Reina de la Región Metropolitana de Santiago que partió su proceso el 9 de diciembre, y el último evento de sufragio se realizó el 12 de enero de 2020 en la comuna de Osorno en la Región de Los Lagos.

## Historia

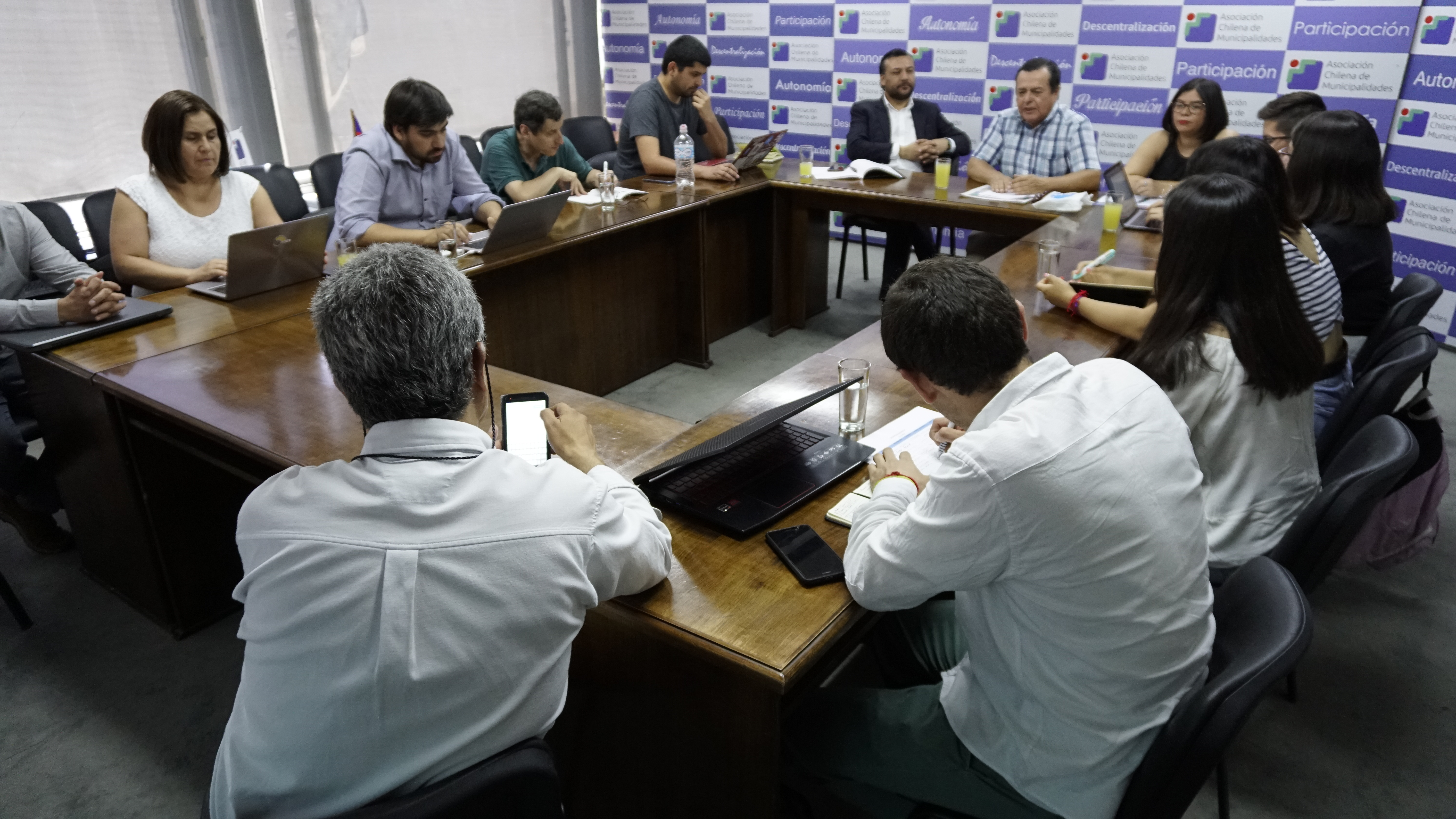
Reunión de trabajo durante el día 11 de diciembre de 2019.

La consulta fue propuesta por la AChM —agrupación de 330 municipalidades (de un total de 345)— el 8 de noviembre de 2019, en el marco de las protestas realizadas desde mediados de octubre en todo el país, con el objeto de determinar la opinión de la ciudadanía sobre la necesidad de un proceso constituyente para generar una nueva Constitución, determinar el mejor mecanismo para dicho proceso, además de otros temas de interés.
Si bien inicialmente se señaló que el Servicio Electoral (Servel) actuaría como órgano, el 13 de noviembre ratificó que no prestará apoyo ni participará en la organización del evento al no estar dentro de sus facultades legales, aunque proporcionará el padrón electoral que, debido a la rápida organización de la consulta, corresponderá al utilizado en las últimas elecciones realizadas en 2017, sin embargo la Asociación está intentando combinar esto con el padrón del Registro Civil.
Luego del acuerdo alcanzado en el Congreso Nacional para llevar a cabo un plebiscito nacional en abril de 2020, con el objeto de determinar el inicio de un proceso constituyente y el mecanismo de este, el 15 de noviembre los alcaldes anunciaron suspender la consulta ciudadana. Sin embargo, el 20 de noviembre se anunció que la consulta será realizada el 15 de diciembre, y sumará preguntas sobre las demandas sociales de la ciudadanía. Además se comunicó que la consulta estaría abierta a todas las personas mayores de 14 años.

## Votación y participantes

### Procedimiento
Se decidió de que podrán participar aquellos ciudadanos mayores de 14 años que residan en las comunas adheridas (véase participantes) y tengan sus cédulas de identidad al día.
La votación se dará mediante tres modalidades, las cuales están a elección de cada municipalidad:
- Convencional: Los votantes tendrán que asistir presencialmente al local de votación al que fue asignado y depositar su voto con la papeleta.
- Presencial y Digital: Los votantes tendrán la posibilidad de tanto votar digitalmente mediante un sitio web, como a través de tótems digitales presentes en distintos lugares de la comuna.
- Digital: Los votantes solo podrán emitir su voto de forma digital, a través de una página web.

A 3  de diciembre de  2019, no se ha anunciado la modalidad que va a utilizar cada comuna, y tampoco se ha concretado cual será el método que se utilizará para decidir el local de votación de cada ciudadano.

### Preguntas
Las preguntas se encuentran repartidas a través de tres páginas o papeletas (en el caso del voto convencional). La primera página intenta medir la aprobación hacia una nueva Constitución de Chile (y su mecanismo) al igual que la opinión pública en temas de financiamiento de los municipios, corrupción política y un IVA diferenciado a productos de primera necesidad; la segunda intenta identificar las demandas sociales (listando 11), y la tercera es una página abierta a preguntas específicas de cada municipio.
Las preguntas de la consulta son:
| Papeleta         | Pregunta | Opciones | Imagen |
| ---------------- | --- | --- | ------ |
| Primera papeleta | ¿Está usted de acuerdo o en desacuerdo con que Chile tenga una nueva Constitución?                                                                                                  | - De acuerdo - En desacuerdo |        |
| Primera papeleta | Independientemente de su respuesta anterior, ¿Quién prefiere usted que elabore una nueva Constitución?                                                                              | - Convención mixta constitucional. Integrada en partes iguales por ciudadanos/as electos, y parlamentarios/as en ejercicio. - Convención Constitucional. Integrada en su totalidad por ciudadanos/as electos íntegramente para este efecto. |        |
| Primera papeleta | ¿Está de acuerdo con que el voto sea obligatorio? | - Sí - No |        |
| Primera papeleta | ¿Está de acuerdo o en desacuerdo que los municipios tengan más atribuciones y recursos?                                                                                             | - De acuerdo - En desacuerdo |        |
| Primera papeleta | ¿Está de acuerdo con que las personas condenadas por corrupción, lavado de dinero o narcotráfico tengan prohibido postular a cargos de representación popular y a empleos públicos? | - De acuerdo - En desacuerdo |        |
| Primera papeleta | ¿Está de acuerdo o en desacuerdo que exista un IVA diferenciado para productos de primera necesidad?                                                                                | - De acuerdo - En desacuerdo |        |
| Segunda papeleta | Para usted ¿Cuáles son las tres demandas sociales más importantes? (Marque hasta tres opciones; si usted marca más de tres su voto será anulado)                                    | - Acceso y calidad de la educación pública - Acceso y calidad de la vivienda - Ampliar el acceso al agua - Cuidado del medio ambiente y recursos naturales - Deuda universitaria (CAE y otros) - Mejorar la calidad de la salud pública y su financiamiento - Mejorar las pensiones y dignificar la vida de los adultos mayores - Reducir costos de los servicios básicos (agua, electricidad, etc.) - Reducir la desigualdad de ingresos - Reducir la impunidad y la delincuencia - Transporte público (calidad, acceso y precio) |        |
| Tercera papeleta | Insertar preguntas (Preguntas a discreción de la comuna) | Insertar opciones (Opciones a discreción de la comuna) |        |

En el caso de la tercera papeleta (denominada "voto comunal"), cada municipio podrá establecer preguntas de interés de sus vecinos. Algunos ejemplos de ellos son:
- Arica: se consultará respecto si se deben mantener los recursos entregados por el Plan Especial de Desarrollo de Zonas Extremas, si las empresas deben tributar en las regiones donde se encuentran, y si se amplía el radio de protección del humedal del río Lluta.[15]
- Antofagasta: se consultará respecto de si las mineras deben pagar patentes en la zona.[16]
- Copiapó: se preguntará si la zona debería ser declarada como saturada de contaminación.[16]
- Región de Coquimbo: las 15 comunas consultarán en su tercera papeleta si el agua debe ser un bien público o privado.[17]
- Las Condes: se consultará si los votantes están de acuerdo con que las Fuerzas Armadas protejan infraestructuras críticas.[16]
- La Pintana: preguntará a sus vecinos si quieren implementar una clínica veterinaria municipal.[16]
- Rancagua: consultará sobre temas medioambientales, digitalización de trámites municipales y WiFi público gratuito, y sobre la implementación de una farmacia popular.[18]

Algunas comunas como Las Condes, Vitacura y Lo Barnechea decidieron adicionalmente eliminar la primera papeleta correspondiente a la posible Asamblea Constituyente.

## Comunas participantes

Mapa político de Chile mostrando las comunas que participaron y se abstuvieron de participar en la consulta ciudadana.
Participó
Se abstuvo

El 11 de diciembre se anunció el listado definitivo de municipios que participarán en el proceso electoral, sumando un total de 225 comunas.

### Región de Arica y Parinacota
La municipalidad de Arica confirmó su participación de la consulta el día 4 de diciembre y contará con siete mesas de votación, mientras que Camarones confirmó el día 10 de diciembre con dos mesas. Ambos municipios permitirán la votación de mayores de 14 años.
| Comuna | Comuna     | Comuna        | Comuna |
| ------ | ---------- | ------------- | ------ |
| Arica† | Camarones† | General Lagos | Putre  |

     Participará,      Se abstuvo;  †   Voto presencial en papel

### Región de Tarapacá
La comuna de Alto Hospicio dispondrá de cuatro centros de votación presencial en los cuales el voto se realizará por medio de urnas electrónicas. La municipalidad de Huara informó el día 13 de diciembre que no participará de la votación debido a problemas logísticos y al hecho que de que ya habían realizado una consulta llamada "Diálogos Ciudadanos Participativos". El 8 de noviembre el alcalde de la municipalidad de Colchane había anunciado la participación de la comuna en la consulta ciudadana; sin embargo posteriormente a esto, el municipio anuncia que no participarán de la consulta.
La comuna de Iquique participará de la consulta, contando con 18 locales de votación con la opción de voto para mayores de 14 años. El municipio de Pica anunció su participación desde el 9 de noviembre, señalando su alcalde que «Entendiendo el sentido profundo de estas demandas y, solidarizando con la lucha y las aspiraciones de las y los funcionarios (municipales), creo que es un deber de quienes trabajamos atendiendo necesidades urgentes de las personas». La comuna de Pica tiene sus sistema de votación por medio de un sitio web, y el periodo de elección se extiende desde el 13 de diciembre hasta el 15 de diciembre. Pozo Almonte también anunció su participación de la consulta, donde contarán con nueve locales de votación.
| Comuna         | Comuna | Comuna   | Comuna | Comuna   | Comuna | Comuna        |
| -------------- | ------ | -------- | ------ | -------- | ------ | ------------- |
| Alto Hospicio• | Camiña | Colchane | Huara  | Iquique† | Pica•  | Pozo Almonte† |

     Participará,      Se abstuvo;   †   Voto presencial en papel;   •   Voto electrónico

### Región de Antofagasta
La municipalidad de Calama anunció el día 3 de diciembre que no participaría de la Consulta Ciudadana debido a problemas de fondos para cubrir la consulta; sin embargo, al día siguiente se anuncia la participación de la comuna por medio de una plataforma digital.
| Comuna       | Comuna    | Comuna      | Comuna     | Comuna  | Comuna               | Comuna       |
| ------------ | --------- | ----------- | ---------- | ------- | -------------------- | ------------ |
| Antofagasta• | Calama•   | María Elena | Mejillones | Ollagüe | San Pedro de Atacama | Sierra Gorda |
| Taltal       | Tocopilla |             |            |         |                      |              |

     Participará,      Se abstuvo;   •   Voto electrónico.

### Región de Atacama
| Comuna           | Comuna    | Comuna    | Comuna   | Comuna            | Comuna    | Comuna  |
| ---------------- | --------- | --------- | -------- | ----------------- | --------- | ------- |
| Alto del Carmen† | Caldera†  | Chañaral† | Copiapó† | Diego de Almagro† | Freirina† | Huasco† |
| Tierra Amarilla† | Vallenar† |           |          |                   |           |         |

     Participará;   †   Voto presencial en papel

### Región de Coquimbo
| Comuna     | Comuna        | Comuna      | Comuna    | Comuna     | Comuna       | Comuna     |
| ---------- | ------------- | ----------- | --------- | ---------- | ------------ | ---------- |
| Andacollo† | Canela†       | Combarbalá† | Coquimbo† | Illapel†   | La Higuera†  | La Serena† |
| Los Vilos† | Monte Patria† | Ovalle†     | Paihuano† | Punitaqui† | Río Hurtado† | Salamanca† |
| Vicuña†    |               |             |           |            |              |            |

     Participará;   †   Voto presencial en papel.

### Región de Valparaíso
| Comuna         | Comuna        | Comuna       | Comuna          | Comuna          | Comuna        | Comuna      |
| -------------- | ------------- | ------------ | --------------- | --------------- | ------------- | ----------- |
| Algarrobo†     | Cabildo•      | Calle Larga• | Cartagena†      | Casablanca      | Catemu•       | Concón•     |
| El Quisco†     | El Tabo†      | Hijuelas     | Isla de Pascua† | Juan Fernández◊ | La Calera•    | La Cruz•    |
| La Ligua†      | Limache•      | Llay Llay†   | Los Andes•      | Nogales         | Olmué†        | Panquehue†  |
| Papudo         | Petorca•      | Puchuncaví†  | Putaendo        | Quillota•       | Quilpué•      | Quintero•   |
| Rinconada†     | San Antonio†  | San Esteban• | San Felipe†     | Santa María•    | Santo Domingo | Valparaíso• |
| Villa Alemana• | Viña del Mar• | Zapallar     |                 |                 |               |             |

     Participará,      Se abstuvo;   †   Voto presencial en papel;  •   Voto electrónico.

### Región Metropolitana de Santiago
| Comuna        | Comuna         | Comuna             | Comuna               | Comuna         | Comuna         | Comuna         |
| ------------- | -------------- | ------------------ | -------------------- | -------------- | -------------- | -------------- |
| Alhué†        | Buin           | Calera de Tango†   | Cerrillos†           | Cerro Navia•   | Colina         | Conchalí•      |
| Curacaví•     | El Bosque•     | El Monte•          | Estación Central•    | Huechuraba•    | Independencia• | Isla de Maipo• |
| La Cisterna•  | La Florida•    | La Granja•         | La Pintana•          | La Reina•      | Lampa•         | Las Condes•    |
| Lo Barnechea• | Lo Espejo•     | Lo Prado•          | Macul•               | Maipú•         | María Pinto•   | Melipilla†     |
| Ñuñoa•        | Padre Hurtado• | Paine•             | Pedro Aguirre Cerda† | Peñaflor       | Peñalolén•     | Pirque•        |
| Providencia•  | Pudahuel†      | Puente Alto•       | Quilicura•           | Quinta Normal• | Recoleta•      | Renca†         |
| San Bernardo• | San Joaquín•   | San José de Maipo• | San Miguel•          | San Pedro      | San Ramón•     | Santiago•      |
| Talagante•    | Tiltil•        | Vitacura•          |                      |                |                |                |

     Participará,      Se abstuvo,
     Consulta independiente, no incluye voto constitucional;
  †   Voto presencial en papel;  •   Voto electrónico.

### Región del Libertador General Bernardo O'Higgins
| Comuna      | Comuna      | Comuna        | Comuna       | Comuna     | Comuna             | Comuna     |
| ----------- | ----------- | ------------- | ------------ | ---------- | ------------------ | ---------- |
| Chépica     | Chimbarongo | Codegua†      | Coinco       | Coltauco   | Doñihue            | Graneros   |
| La Estrella | Las Cabras  | Litueche      | Lolol†       | Machalí    | Malloa             | Marchigüe  |
| Mostazal    | Nancagua    | Navidad†      | Olivar       | Palmilla   | Paredones          | Peralillo† |
| Peumo       | Pichidegua† | Pichilemu     | Placilla◊    | Pumanque   | Quinta de Tilcoco† | Rancagua†  |
| Rengo       | Requínoa†   | San Fernando† | San Vicente• | Santa Cruz |                    |            |

     Participará,      Se abstuvo;   †   Voto presencial en papel;   •   Voto electrónico;   ◊   Sin información.

### Región del Maule
| Comuna          | Comuna         | Comuna      | Comuna        | Comuna   | Comuna     | Comuna    |
| --------------- | -------------- | ----------- | ------------- | -------- | ---------- | --------- |
| Cauquenes       | Chanco         | Colbún      | Constitución• | Curepto† | Curicó†    | Empedrado |
| Hualañé†        | Licantén†      | Linares†    | Longaví       | Maule†   | Molina†    | Parral    |
| Pelarco†        | Pelluhue       | Pencahue    | Rauco†        | Retiro   | Río Claro† | Romeral†  |
| Sagrada Familia | San Clemente†  | San Javier† | San Rafael†   | Talca†   | Teno       | Vichuquén |
| Villa Alegre†   | Yerbas Buenas† |             |               |          |            |           |

     Participará,      Se abstuvo;   †   Voto presencial en papel;   •   Voto electrónico.

### Región de Ñuble
| Comuna  | Comuna     | Comuna        | Comuna      | Comuna      | Comuna   | Comuna     |
| ------- | ---------- | ------------- | ----------- | ----------- | -------- | ---------- |
| Bulnes† | Chillán•   | Chillán Viejo | Cobquecura• | Coelemu†    | Coihueco | El Carmen† |
| Ninhue  | Ñiquén     | Pemuco        | Pinto       | Portezuelo† | Quillón  | Quirihue†  |
| Ránquil | San Carlos | San Fabián    | San Ignacio | San Nicolás | Trehuaco | Yungay†    |

     Participará,      Se abstuvo;   †   Voto presencial en papel;  •   Voto electrónico.

### Región del Biobío
| Comuna        | Comuna      | Comuna       | Comuna               | Comuna       | Comuna         | Comuna       |
| ------------- | ----------- | ------------ | -------------------- | ------------ | -------------- | ------------ |
| Alto Bío Bío† | Antuco†     | Arauco•      | Cabrero†             | Cañete†      | Chiguayante•   | Concepción•  |
| Contulmo      | Coronel†    | Curanilahue† | Florida†             | Hualpén†     | Hualqui•       | Laja•        |
| Lebu†         | Los Álamos• | Los Ángeles• | Lota†                | Mulchén•     | Nacimiento•    | Negrete•     |
| Penco•        | Quilaco•    | Quilleco•    | San Pedro de la Paz• | San Rosendo† | Santa Bárbara† | Santa Juana† |
| Talcahuano•   | Tirúa†      | Tomé•        | Tucapel†             | Yumbel†      |                |              |

     Participará,      Se abstuvo;   †   Voto presencial en papel;   •   Voto electrónico

### Región de La Araucanía
| Comuna     | Comuna   | Comuna    | Comuna         | Comuna          | Comuna          | Comuna      |
| ---------- | -------- | --------- | -------------- | --------------- | --------------- | ----------- |
| Angol      | Carahue  | Cholchol  | Collipulli     | Cunco           | Curacautín†     | Curarrehue  |
| Ercilla    | Freire   | Galvarino | Gorbea         | Lautaro†        | Loncoche•       | Lonquimay†  |
| Los Sauces | Lumaco†  | Melipeuco | Nueva Imperial | Padre Las Casas | Perquenco       | Pitrufquén† |
| Pucón      | Purén    | Renaico†  | Saavedra       | Temuco•         | Teodoro Schmidt | Toltén†     |
| Traiguén   | Victoria | Vilcún    | Villarrica     |                 |                 |             |

     Participará,      Se abstuvo;   †   Voto presencial en papel;   •   Voto electrónico.

### Región de Los Ríos
El día 4 de diciembre ocho municipios de la región (Lanco, Lago Ranco, San José de la Mariquina, Río Bueno, Futrono, Los Lagos, Corral y Valdivia) decidieron no participar de la consulta ciudadana debido a asuntos de presupuesto, tiempo u otros tipos de participación ciudadana que estaban ocurriendo en esos momentos.
La comuna de Valdivia, no se adhirió a la consulta debido a que, según el alcalde del municipio, es «una irresponsabilidad de nuestro punto de vista» convocar la consulta de aquí al 15 de diciembre. Sin embargo, el día 5 de diciembre se anunció que la comuna realizaría su propia versión de la consulta ciudadana, llamada «Valdivia Decide», la que contaría con una estructura similar a la que se realizó a nivel nacional, incluyendo número de papeletas y fecha de realización.
Río Bueno realizó una consulta alternativa, llamada «Río Bueno Decide» que se desarrolló el domingo 15 de diciembre desde las 9:00 y finalizó a las 17:00 horas. Los resultados fueron entregados el 19 de diciembre. La consulta ciudadana fue completamente autogestionada por organizaciones sociales de la comuna, e incluía otras preguntas, algunas relacionadas con la realidad local, además de las realizadas por las otras comunas. Dentro de las organizaciones que formaron parte de esta última consulta se encontraban el Colegio de Profesores, los Gremios de la Salud y ayudantes de la educación, entre muchos otros.
| Comuna     | Comuna    | Comuna       | Comuna        | Comuna    | Comuna    | Comuna |
| ---------- | --------- | ------------ | ------------- | --------- | --------- | ------ |
| Corral     | Futrono   | La Unión†    | Lago Ranco    | Lanco     | Los Lagos | Máfil† |
| Mariquina† | Paillaco† | Panguipulli† | Río Bueno • † | Valdivia† |           |        |

     Participará,      Se abstuvo,      Consulta  independiente;   †   Voto presencial en papel;  •   Voto electrónico.

### Región de Los Lagos
16 de las 30 comunas que componen a la región de Los Lagos se han pronunciado y participarán de la Consulta Ciudadana que se realizará este 15 de diciembre. Sin embargo, el municipio de Osorno ha decidido participar de la votación, pero ya que no cuentan con suficiente tiempo o recursos para gestionar el proceso electoral dentro de su comuna, el concejo municipal decidió que la Consulta Ciudadana se realizará el día 12 de enero de 2020, con un coste aproximado entre los 10 a 15 millones de pesos.
| Comuna               | Comuna     | Comuna    | Comuna        | Comuna       | Comuna        | Comuna          |
| -------------------- | ---------- | --------- | ------------- | ------------ | ------------- | --------------- |
| Ancud†               | Calbuco†   | Castro†   | Chaitén†      | Chonchi      | Cochamó†      | Curaco de Vélez |
| Dalcahue             | Fresia     | Frutillar | Futaleufú•    | Hualaihué†   | Llanquihue†   | Los Muermos†    |
| Maullín†             | Osorno†    | Palena†   | Puerto Montt† | Puerto Octay | Puerto Varas† | Puqueldón       |
| Purranque†           | Puyehue    | Queilén†  | Quellón†      | Quemchi      | Quinchao      | Río Negro       |
| San Juan de la Costa | San Pablo† |           |               |              |               |                 |

     Participará,      Se abstuvo,      Votación se realizará el 12 de enero de 2020;   †   Voto presencial en papel;   •   Voto electrónico.

### Región de Aysén del General Carlos Ibáñez del Campo
| Comuna    | Comuna       | Comuna  | Comuna    | Comuna     | Comuna    | Comuna     |
| --------- | ------------ | ------- | --------- | ---------- | --------- | ---------- |
| Aysén     | Chile Chico† | Cisnes† | Cochrane• | Coyhaique† | Guaitecas | Lago Verde |
| O'Higgins | Río Ibáñez•  | Tortel• |           |            |           |            |

     Participará,      Se abstuvo;   †   Voto presencial en papel;  •   Voto electrónico.

### Región de Magallanes y de la Antártica Chilena
| Comuna    | Comuna          | Comuna         | Comuna            | Comuna    | Comuna     | Comuna        |
| --------- | --------------- | -------------- | ----------------- | --------- | ---------- | ------------- |
| Antártica | Cabo de Hornos• | Laguna Blanca• | Natales•          | Porvenir• | Primavera• | Punta Arenas• |
| Río Verde | San Gregorio•   | Timaukel•      | Torres del Paine• |           |            |               |

     Participará,      Se abstuvo,      Sin información certera;   •   Voto electrónico.

## Resultados

### Participación virtual

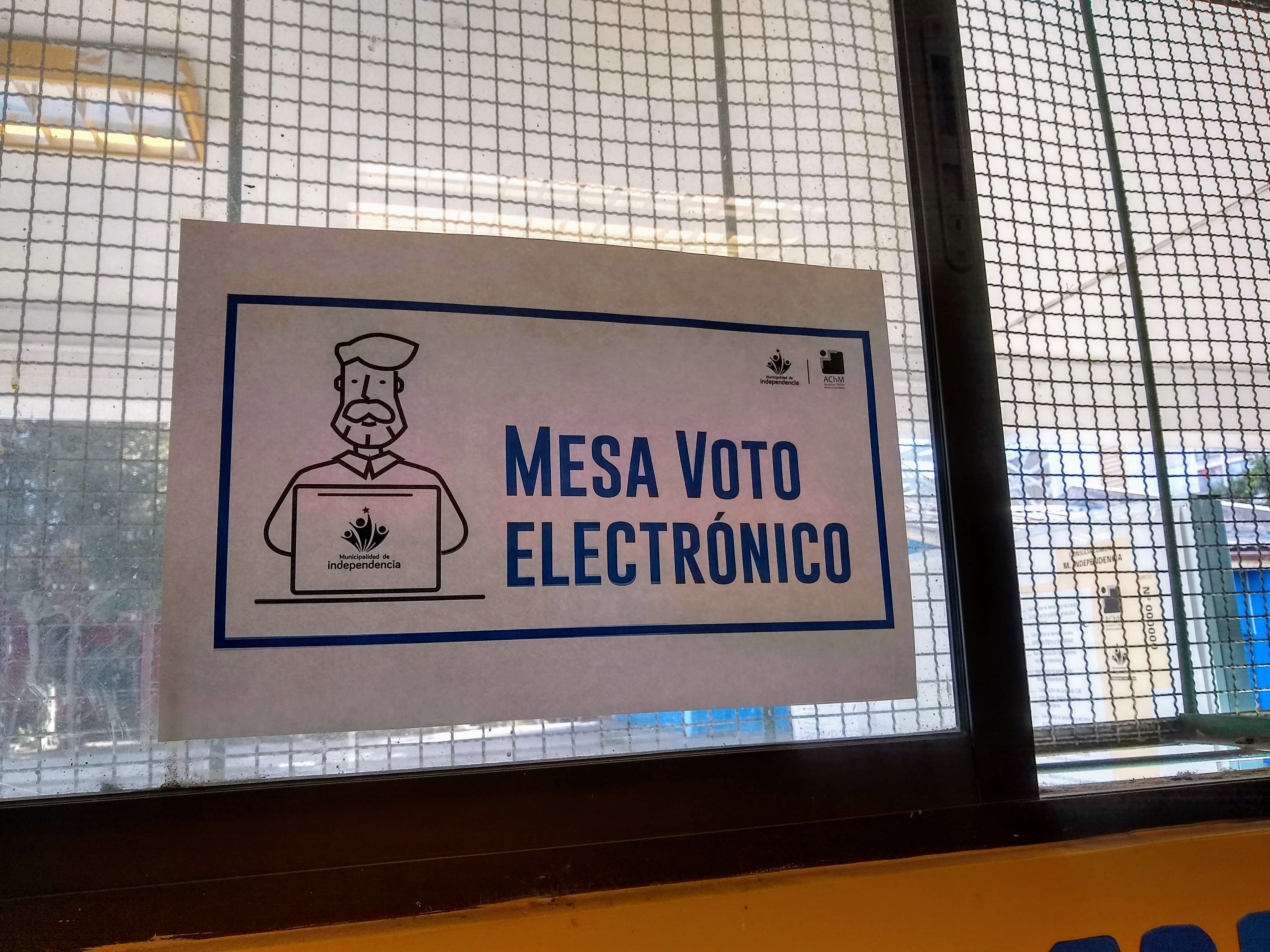
Cartel en un local de votación de Independencia anunciando las mesas receptoras de votos electrónicos.

De las 225 comunas que participarán de la elección, 29 realizarán su proceso de votación por medio de internet utilizando plataformas de voto digital; este servicio abrió su proceso de recepción de votos el 9 de diciembre con la comuna de La Reina, y finalizó el 15 de diciembre a las 18 h. Existen cinco empresas que están operando la votación electrónica.
| Comuna        | Participación votación electrónica | Participación votación electrónica | Participación votación electrónica |
| Comuna        | %                                  | +18                                | -18                                |
| ------------- | ---------------------------------- | ---------------------------------- | ---------------------------------- |
| Independencia | -                                  | 19020                              | 1639                               |
| Isla de Maipo | -                                  | 6945                               | 972                                |
| La Cisterna   | -                                  | 24010                              | 2112                               |
| Antofagasta   | -                                  | 59045                              | 3002                               |
| La Pintana    | -                                  | 31938                              | 2447                               |
| La Reina      | -                                  | 30056                              | -                                  |
| Las Condes    | -                                  | 77235                              | -                                  |
| Limache       | -                                  | 8829                               | 666                                |
| Lo Barnechea  | -                                  | 19902                              | -                                  |
| Macul         | -                                  | 31106                              | 2037                               |
| Ñuñoa         | -                                  | 66712                              | 4229                               |
| Paine         | -                                  | 9670                               | -                                  |
| Peñalolén     | -                                  | 56305                              | 4244                               |
| Primavera     | -                                  | 177                                | 315                                |
| Providencia   | -                                  | 50964                              | -                                  |
| Quilicura     | -                                  | 42123                              | 3419                               |
| Quilpué       | -                                  | 38343                              | 1880                               |
| Quintero      | -                                  | 5876                               | 525                                |
| Recoleta      | -                                  | 39246                              | 2979                               |
| San Joaquín   | -                                  | 25374                              | 1542                               |
| San Miguel    | -                                  | 29658                              | 1973                               |
| Santiago      | -                                  | 70556                              | -                                  |
| Temuco        | -                                  | 36772                              | 2095                               |
| Tiltil        | -                                  | 3430                               | 517                                |
| Valparaíso    | -                                  | 74193                              | 3771                               |
| Villa Alemana | -                                  | 25699                              | 1426                               |
| Viña del Mar  | -                                  | 77571                              | 2797                               |
| Vitacura      | -                                  | 25855                              | -                                  |
| Cerro Navia   | -                                  | 31222                              | 2403                               |
| General       | -                                  | General                            | General                            |
| General       | -                                  | 1.017.832                          | 46.990                             |
| General       | -                                  | 1.064.822                          |                                    |

### Primera papeleta (institucional)
¿Está usted de acuerdo o en desacuerdo con que Chile tenga una nueva Constitución?
|  | 92,2% |

|  | 6,7 |

|  | 0,5% |

|  | 0,6% |

|  | 100% |

Independientemente de su respuesta anterior, ¿Quién prefiere usted que elabore una nueva Constitución?
|  | 24,9% |

|  | 73,1% |

|  | 1,2% |

|  | 0,7% |

|  | 100% |

¿Está de acuerdo con el voto sea obligatorio?
|  | 86,1% |

|  | 13,2% |

|  | 0,5% |

|  | 0,3% |

|  | 100% |

¿Está de acuerdo o en desacuerdo que los municipios tengan más atribuciones y recursos?
|  | 88,07% |

|  | 11,93% |

|  | 0,00% |

|  | 0,00% |

|  | 100% |

¿Está de acuerdo con que las personas condenadas por corrupción, lavado de dinero o narcotráfico tengan prohibido postular a cargos de representación popular y a empleos públicos?
|  | 97,46% |

|  | 2,54% |

|  | 0,00% |

|  | 0,00% |

|  | 100% |

¿Está de acuerdo o en desacuerdo que exista un IVA diferenciado para productos de primera necesidad?
|  | 94,5% |

|  | 5,5% |

|  | 0,34% |

|  | 0,08% |

|  | 100% |

### Segunda papeleta (social)
Para usted, ¿Cuáles son las tres demandas sociales más importantes?
|  | 16,17 |

|  | 3,42 |

|  | 1,63 |

|  | 4,91 |

|  | 5,11 |

|  | 23,7 |

|  | 23,99 |

|  | 4,7 |

|  | 7,88 |

|  | 6,47 |

|  | 1,67 |

## Recepción
La consulta ciudadana ha recibido distintas críticas metodológicas, especialmente por el uso de votación electrónica y la falta de autenticación de los votantes en algunas comunas. En comunas como San Felipe, el sistema de votación digital permitía votar solo utilizando el RUT, y en otras se solicitaba adicionalmente el número de serie del carnet, lo que fue considerado por varios expertos como insuficiente para asegurar la identidad de los votantes.
Adicionalmente, la decisión de las comunas de Las Condes, Vitacura y Lo Barnechea de eliminar la papeleta correspondiente a la Asamblea Constituyente y de no incluir a menores de 18 fue criticada por algunos vecinos y cabildos locales, siendo visto como una limitación en la participación ciudadana.